# Saint-Sornin, Allier
Saint-Sornin là một xã ở tỉnh Allier thuộc miền trung nước Pháp.